# Jakub Říha
Jakub Říha (27 de febrero de 1992) es un deportista checo que compitió en ciclismo de montaña en la disciplina de campo a través para cuatro. Ganó una medalla de bronce en el Campeonato Mundial de Ciclismo de Montaña de 2009 y una medalla de oro en el Campeonato Europeo de Ciclismo de Montaña de 2013.

## Palmarés internacional
| Campeonato Mundial | Campeonato Mundial   | Campeonato Mundial | Campeonato Mundial    |
| Año                | Lugar                | Medalla            | Competición           |
| ------------------ | -------------------- | ------------------ | --------------------- |
| 2009               | Camberra (Australia) | Medalla de bronce  | Campo a través para 4 |
| Campeonato Europeo |                      |                    |                       |
| Año                | Lugar                | Medalla            | Competición           |
| 2013               | Pamporovo (Bulgaria) | Medalla de oro     | Campo a través para 4 |